# Villa Giomi
Villa Giomi, oggi palazzo Grossi, è una dimora signorile situata in via Matteo Civitali, 352 zona San Marco a Lucca.

## Storia
La villa in cemento armato è stata costruita nel 1913 dall'arch. ing. Arturo Caprotti commissionata dalla famiglia Giomi.
Originariamente l'edificio si articolava nella parte a sud su due piani fuori terra con copertura a terrazza, mentre sul lato nord si sviluppava su tre piani di cui l'ultimo ospitava la servitù.
In seguito sulla terrazza venne realizzato un altro appartamento, mentre nel 1946 i nuovi proprietari realizzano una sopraelevazione nella parte nord, già appartamento della servitù.

## Architettura

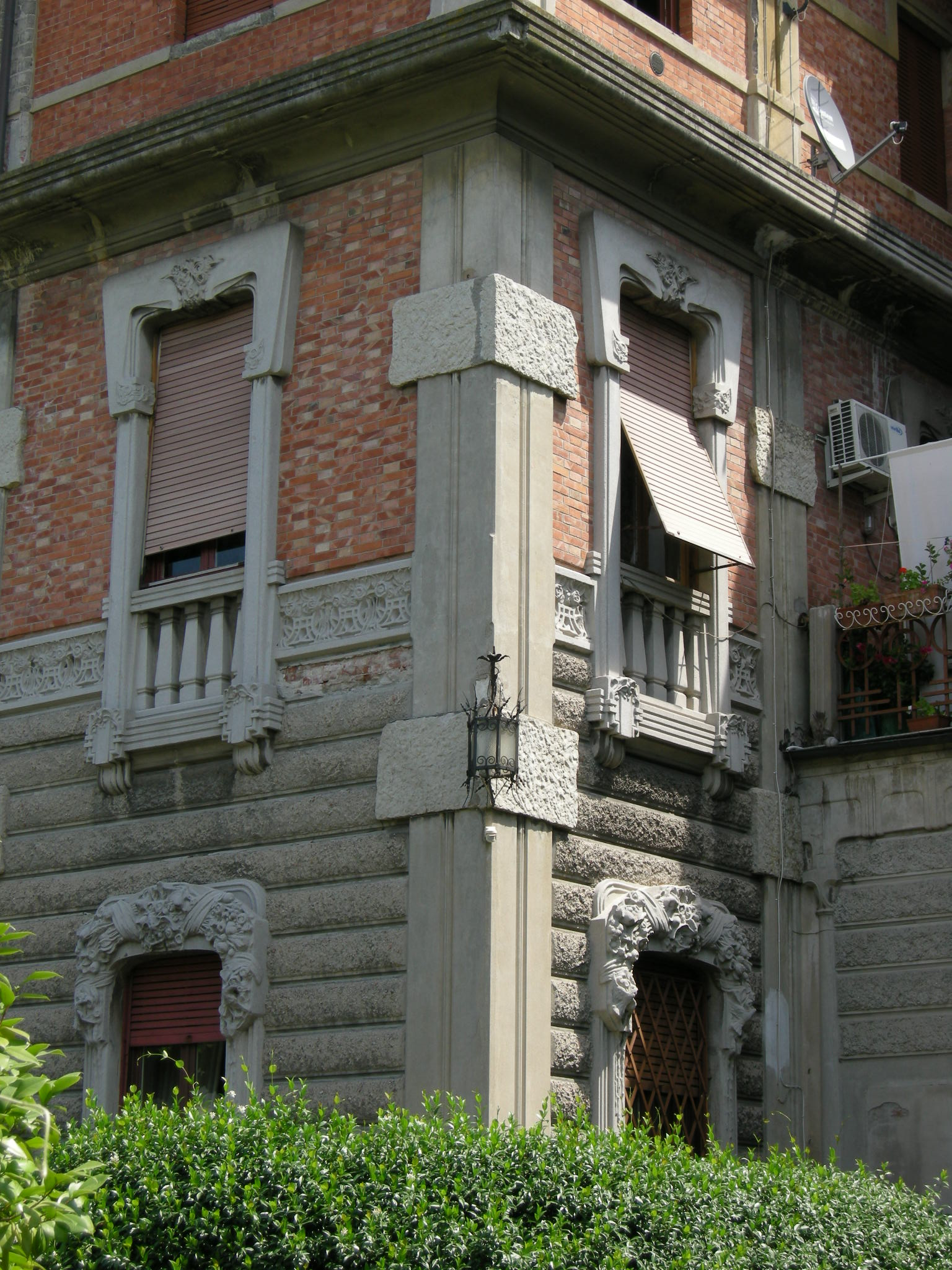
Dettaglio

L'edificio di rilevanti dimensioni, sorge, nel quartiere residenziale periferico di S.Marco, all'interno di un vasto giardino, separandosi in maniera netta dal contesto delle ville primo Novecento che caratterizzano il viale M. Civitali, e pur facendone parte cronologicamente, se ne discosta per i materiali costruttivi e decorativi (finto bugnato, mattone in vista, elementi in cemento). Rimane come caratteristica comune la sottolineatura della facciata e soprattutto della parte centrale, che viene sempre arricchita di numerosi particolari.
A pianta articolata, l'edificio si eleva su tre piani fuori terra più cantina, con tetto a padiglione dal manto di copertura in tegole marsigliesi, ed è arricchito nei prospetti frontale e laterale da numerosi particolari decorativi.
Al piano terra, i prospetti, eccetto quello ad est, sono decorati in tutta la superficie da un finto bugnato a cuscinetto e inciso da nette scalpellature. Le finestre hanno architravi decorati con motivi fitomorfi. Alcune di queste finestre presentano, al disotto del davanzale, decorazioni a motivi floreali.
Nel prospetto prospiciente il viale Matteo Civitali si aprono la porta d'ingresso e due aperture sormontate da una fascia con figure in bassorilievo; le aperture si affacciano su di una grande terrazza circolare a cui si accede per mezzo di due rampe laterali.
Al primo piano, la muratura in mattoni a vista, le finestre sono contornate da architravi in parte lavorati; nella parte sottostante il davanzale delle aperture è presente inoltre un parapetto formato da una serie di colonnine.
Numerose terrazze sono presenti sui prospetti dell'intero fabbricato formate da colonnine o ringhiere in ferro battuto intervallate da colonnine in cemento.
Al secondo piano, la muratura è in mattoni a vista, segnata da un cornicione sporgente in cemento (elementi originari della terrazza di copertura) lungo i prospetti sud, est ed ovest.
Le finestre sono semplicemente riquadrate da una fascia liscia in cemento.
Gli angoli dell'edificio sono caratterizzati da fasce in cemento intonacato intervallate da blocchi in pietra.
Il prospetto est, contrasta notevolmente con le altre facciate per la sua semplicità, mentre da rilevare sono le piccole rampe d'accesso agli appartamenti, di cui una è delimitata da un muro semicircolare che scende a recingere una porzione di giardino.